# Владислав Топаловић
Владислав Топаловић (рођен 8. јануара 1975) је протојереј-ставрофор у Српској православној цркви и универзитетски професор Православног богословског факултета Свети Василије Острошки, Универзитета у Источном Сарајеву у Фочи. Служи у цркви Светих Архангела Михаила и Гаврила у Сарајеву.

## Биографија
Владислав је рођен у Пријепољу,од оца Војислава и мајке Марте. Основну школу похађао је у Рудом, затим је похађао Богословију „Светог Саве” у Београду, и дипломирао је на Православном богословском факултету Свети Василије Острошки, где је касније постао декан 2017. године, све до 2025. године. Након стицања дипломе, похађао је постдипломске студије на Евангелистичком теолошком факултету Универзитета у Грајфсвалду у Њемачкој.
Професор је Старог завета и аутор публикација које се фокусирају на рукописне традиције јудаизма и хришћанства, јудео-хришћански дијалог и историју хришћанског теолошког антијудаизма. Написао је више књига, од којих је најновија „ И ево ја сам са вама: Увод и тумачење Јеванђеља по Матеју “ , објављена 2022. године, која се фокусира на Јеванђеље по Матеју.